# Pink Moon
Pink Moon je třetí a zároveň poslední studiové album britského písničkáře Nicka Drakea. Jeho nahrávání probíhalo v říjnu 1971 v londýnském studiu Sound Techniques pod produkcí Johna Wooda. Album pak vyšlo v únoru 1972 u vydavatelství Island Records.

## Seznam skladeb
Autorem všech skladeb je Nick Drake.
| Pořadí | Název                 | Délka |
| ------ | --------------------- | ----- |
| 1.     | Pink Moon             | 2:06  |
| 2.     | Place to Be           | 2:43  |
| 3.     | Road                  | 2:02  |
| 4.     | Which Will            | 2:58  |
| 5.     | Horn                  | 1:23  |
| 6.     | Things Behind the Sun | 3:57  |
| 7.     | Know                  | 2:26  |
| 8.     | Parasite              | 3:36  |
| 9.     | Free Ride             | 3:06  |
| 10.    | Harvest Breed         | 1:37  |
| 11.    | From the Morning      | 2:30  |